# مجلس نواب إنديانا
مجلس نواب إنديانا (بالإنجليزية: Indiana House of Representatives)‏ هو مجلس النواب التشريعي لولاية إنديانا الأمريكية، يقع المقر الرئيسي له في إنديانابوليس، وهو المجلس الأدنى في جمعية إنديانا العامة.

## طالع أيضًا
- جمعية إنديانا العامة